# Конференция в Порос
Конференцията в Порос се провежда през 1828 г. на остров Порос, непосредствено след битката при Наварин, и има една-единствена задача, а именно да очертае бъдещите граници на гръцката държава. В конференцията вземат участие трите велики сили, станали и гаранти по декларацията за независимостта на Гърция, а именно Англия, Франция и Русия.
От страна на гърците Йоан Каподистрия представя два плана за сухопътна граница:
1. Волос – Селадес до Компоти, което е на около 5 km югоизточно от Арта и на 3,5 km северно от амбракийския залив
2. Бистрица – Мецово – Йонийско море [1]

Англичаните се противопоставят остро за границата в Западна Гърция. 
След дискусия се стига до два крайни варианта, а именно:
1. Арта - Волос за граница и
2. Коринтски провлак.

Оформят се и два междинни варианта, единия от които е Аспропотаму - Зейтуни, обаче от военна гледна точка и с оглед на сигурност се държи най-вече границата да е лесно охраняема. Все пак граница на Коринтския провлак се отхвърля, понеже в бъдеще Пелопонес би се пренаселил с бежанци от север. Между другото при обсъжданията се решава бъдещата гръцка държава да бъде монархия. Интересното е, че двата крайни варианта за гръцка граница на конференцията се застъпват от двама англичани - Стратфорд Редклиф е за пълно задоволяване на гръцките претенции, а Артър Уелсли, херцог Уелингтън е на противополжната позиция, най-вече предвид английската власт на Йонийските острови. 
Между другото се решава Гърция да включва Евбея и Самос, даже има предложение и за Крит. В крайна сметка на 22 март 1829 г. в Лондон е подписан протокол, според който сухопътната граница на Гърция с Османската империя на север се установява на линията Арта - Волос. Османската империя отхвърля първоначално протокола с решенията на конференцията, но е принудена да се съобрази с тях по силата Одринския мирен договор, след като губи избухналата Руско-турска война (1828 – 1829). 